# Retourne
Die Retourne ist ein Fluss in Frankreich, der in den Regionen Grand Est und Hauts-de-France verläuft. Sie entspringt im Gemeindegebiet von Leffincourt, entwässert generell in westlicher Richtung und mündet nach rund 45 Kilometern im Gemeindegebiet von Neufchâtel-sur-Aisne als linker Nebenfluss in die Aisne. Knapp vor der Mündung unterquert die Retourne den Canal latéral à l’Aisne, der die Aisne hier als Seitenkanal begleitet.
Auf ihrem Weg durchquert die Retourne die Départements Ardennes und Aisne. 

## Orte am Fluss
- Ville-sur-Retourne
- Juniville
- Neuflize
- Le Châtelet-sur-Retourne
- Roizy
- Poilcourt-Sydney
- Brienne-sur-Aisne
- Neufchâtel-sur-Aisne